# Jean-Louis Pisuisse
Jean-Louis Pisuisse (Flessinga, 6 settembre 1880 – Amsterdam, 26 novembre 1927) è stato un cabarettista, cantautore e giornalista olandese di lontane origini francesi, considerato nei Paesi Bassi il pioniere, se non addirittura il "fondatore" della kleinkunst (letteralmente: "piccola arte"), ovvero del cabaret, e ideatore della cosiddetta levenslied (letteralmente: "canzone sulla vita").

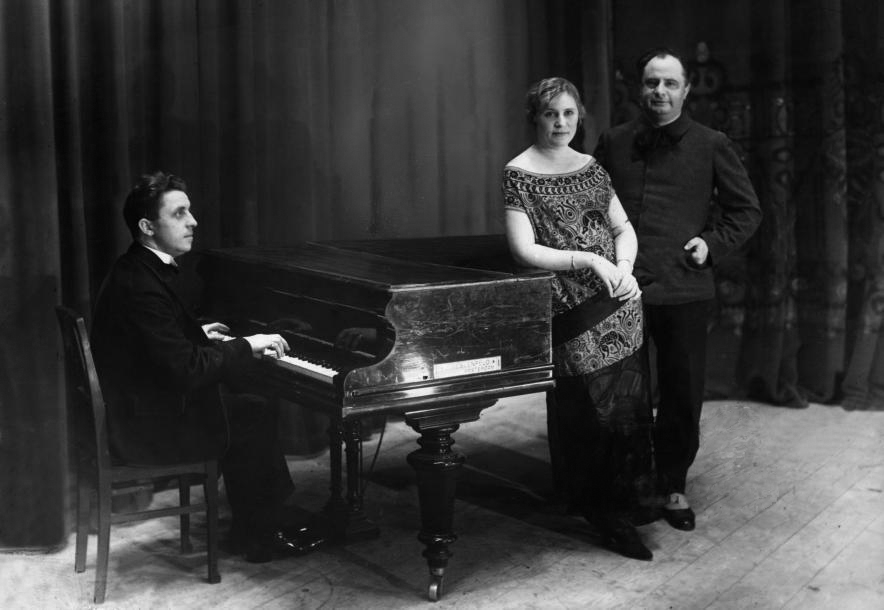
Jean-Louis Pisuisse (1880-1927; al pianoforte) insieme alla futura terza moglie, l'attrice belga Jenny Gilliams (1892-1927), in una foto risalente al 1923

Si può considerare infatti il "primo" vero cabarettista olandese, in quanto il suo predecessore in questo campo, Eduard Jacobs, non ottenne egual successo e in quanto fu il primo olandese a fondare una vera e propria compagnia
A lui, si deve, tra l'altro, l'introduzione nel panorama musicale di brani di giovani autori quali Manna de Wijs-Mouton, Charles Heynen, Max Tak, Herre de Vos e James Cohen van Elburg
Tra i brani più noti che contraddistinsero la carriera artistica di Pisuisse, figurano De Fransche Gouvernant (1910; scritta da lui stesso) e Mensch durf te leven (1918; scritta da Dirk Witte).
Morì prematuramente, assassinato assieme alla terza moglie, l'attrice belga Jenny Gilliams, nella Rembrandtplein di Amsterdam.

## Biografia

### Infanzia e gioventù
Jean-Louis Pisuisse era nato a Flessinga, in Zelanda il 6 settembre 1880 , unico maschio e il più giovane dei sei figli di Jacobus Servaas Pisuisse (1836-1904), un ispettore della marina di origine francese, e di Jacoba Schipper (1845-1928) .
La sua è una famiglia di musicofili.
Terminata le scuole medie, frequenta le scuole superiori a Middelburg, con l'idea di diventare insegnante.

### Gli inizi come giornalista e il primo matrimonio
Alla carriera di insegnante preferisce però quella di giornalista e inizia così a scrivere per un quotidiano locale, il Middelburgsche Courant.
All'età di vent'anni, si trasferisce ad Amsterdam, dove diventa giornalista dapprima per l'Amsterdamse Courier e poi per l'Algemeen Handelsblad.
Il 5 maggio 1903 si sposa con Jacoba "Coba" Smit (1877-1933) , con cui avrà due figli, Jacques (1904-1973) ed Eline Marguérite (1905-1949).
Con la moglie si trasferisce a Londra, dove dal 1903 al 1906, lavora come corrispondente per l'Algemeen Handelsblad.

### Il 1907:Avonturen als straatmuzikant
Ritornato in patria, nel 1907 inizia, assieme al collega Max Blokzijl, un reportage sul mondo dei vagabondi per conto del proprio giornale: travestiti da musicisti di strada italiani, i due viaggiano in lungo e in largo nei Paesi Bassi, cantando canzoncine popolari e canzoni composte dallo stesso Pisuisse, accompagnandole con il mandolino, la chitarra e l'organo.
Da questo reportage, nasce un libro di successo intitolato Avonturen als straatmuzikant (ovvero: "Avventure come musicista di strada").

### 1908-1913: la tournée internazionale, il successo e il matrimonio con Fie Carelsen
Il successo porta i due ad esibirsi anche in teatro, dapprima ad Amsterdam e poi nel resto del Paese.
In seguito, i due iniziano una tournée internazionale, che tra il 1908 e il 1911, li porta in giro per l'Europa (Francia, Germania, Russia, ecc.) e anche in Estremo Oriente (Cina, Giappone, Indonesia, ecc.).
A Parigi, Pisuisse entra in contatto, tramite lo scrittore e chansonnier Aristide Bruant, con il Cabaret Artistique, da lui tradotto in olandese con "Intieme Kleinkunst", e con la chanson, da lui tradotta con "levenslied". 
Durante la tournée in Estremo Oriente, conosce nel 1909 a Surabaya, in Indonesia, l'attrice Sophia de Jong, in arte Fie Carelsen (1890-1875), che ingaggia nella sua prima compagnia "De Kattebell" e di cui si innamora.
Nel 1910, scrive il brano De Fransche Gouvernant ("Il governatore francese"), che ottiene un grande successo.
Visto il grande successo, nel 1911 decide di abbandonare la carriera di giornalista per dedicarsi completamente a quella artistica.
L'anno seguente, inizia una collaborazione con l'impresario Max van Gelder per una serie di spettacoli nel Kurhaus di Scheveningen, il sobborgo balneare de L'Aia.
Lo stesso anno, in data 23 agosto, divorzia da Coba Smit e, il 14 agosto 1913, sposa Fie Carelsen.
Con la seconda moglie, parte quindi per una nuova tournée internazionale, in cui si esibisce in un repertorio di brani in varie lingue.

### La prima guerra mondiale: la fine del sodalizio artistico con Max Blokzijl
Con l'avvento del primo conflitto mondiale, termina forzatamente la collaborazione con Max Blokzijl, costretto a lasciare la compagnia, in quanto inviato al fronte dal proprio giornale, l'Algemeen Handelsblad, come corrispondente di guerra. 
Pisuisse, da canto suo, allieta le truppe assieme alla Carelsen e ad un nuovo membro della compagnia, Jan Hemsing, con un repertorio che, comprende, tra l'altro, brani del compositore olandese Dirk Witte (1885-1932). Tra i brani più famosi che nascono dalla collaborazione con Witte, vi sono Het meisje van de zangvereniging del 1914 e Mensch durf te leven del 1918, brani che Pisluisse porta al successo internazionale.

### Il dopoguerra: la fine del sodalizio artistico con Fie Carelsen
Dopo la guerra, la moglie lascia il cabaret per dedicarsi alla recitazione drammatica.
Pisuisse inizia così a collaborare con artisti quali Willy Corsari, Koos Speenhof, Césarine Speenhof, Paul Collin, Louis Davids, Margie Morris e il duo Tholen & Van Lier.

### Gli ultimi anni di vita (1919-1927)

#### La relazione e il matrimonio con Jenny Gilliams
La separazione artistica dalla moglie porta gradualmente anche ad una separazione nella vita.
Nel 1919, Pisluisse conosce al Café Roosendaal la ventiseienne attrice fiamminga Joanna Jacoba Elbers-Gilliams, in arte Jenny Gilliams, fuggita durante la prima guerra mondiale - come tanti belgi - nei Paesi Bassi assieme al marito, Freddy Elbers (poi rientrato da solo in Belgio): in quell'occasione Pisusse offre alla Gilliams, il cui marito ha fatto ritorno da solo in Belgio, un contratto nella propria compagnia. 
Successivamente, tra i due nasce una relazione con la Gilliams, che il 31 marzo 1920 dà alla luce una bambina, Jeanne-Louise Wilhelmina, detta "Jenneke".
Il rapporto tra la Pisuisse e la Gilliams è tuttavia piuttosto turbolento, anche perché Pisuisse continua a mantenere rapporti con Fie Carelsen, dalla quale ottiene ufficialmente il divorzio solamente cinque anni dopo, 14 novembre 1925.
La stessa Gilliams si concede durante una tournée in Oriente una scappatella con un collaboratore della compagnia, il tenore ventisettene Tjakko Kuipers.
Tuttavia, il 16 luglio 1927 la Gilliams sposa Pisuisse.
La relazione tra la Gilliams e Kuipers prosegue però anche dopo il matrimonio, tanto che Pisuisse decide di licenziare il tenore.
E la stessa Gilliams decide di troncare definitivamente la relazione con Kuipers.

#### L'assassinio
Le conseguenze di questa relazione saranno però tragiche: il 26 novembre 1927, nella Rembrandtplein di Amsterdam, Jean-Louis Pisuisse e Jenny Gilliams vengono freddati uno dopo l'altra da colpi d'arma da fuoco sparati proprio dall'ex-amante della donna, Tjakko Kuipers, che poi si toglie la vita rivolgendo l'arma verso di sé.
Jean-Louis Pisuisse aveva 47 anni, Jenny Gilliams ne aveva 35.
I funerali di Jean-Louis Pisuisse e di Jenny Gilliams si svolgono nel Concertgebouw di Amsterdam, seguiti da una folla numerosa. 
In seguito, le salme vengono sepolte in una tomba comune a L'Aia, in un luogo chiamato "Oud Eik en Duinen" (ovvero "Vecchia quercia e dune").
Tuttavia, la famiglia della Gilliams, causa divergenze con quella di Pisuisse, decide qualche mese dopo, il 27 marzo 1928, di trasferire la salma dell'attrice in una tomba vicina.

## Elenco delle canzoni interpretate da Jean-Louis Pisuisse (Lista parziale)[7][8]
- Aspirine
- Dat
- De Dominee
- De Fancy-fair
- De Fransche Governant (1910)
- In de gangen van het Concertgebouw
- Het land van Noord-scharwou
- De Mei
- Meisjes
- Mens durft te leven (1918)
- M'n eerste (het meisje van de zangvereniging) (1914)
- Minneklachtje
- De Peren
- Poëzie en proza in de thee
- Het wijnglas

## Opere letterarie
- Avonturen als straatmuzikant (1907)

## Trasposizioni della vita di Pisuisse
La vita di Pisuisse e in particolare la sua tragica morte fu ripresa in un dramma teatrale del 1979, intitolato come una canzone di Pisuisse, Mensch durf te leven.